# Helsinki Street Chess
Helsinki Street Chess (HSC) – fiński klub szachowy z siedzibą w Helsinkach, dwukrotny mistrz kraju.

## Historia
Klub został założony w 2021 roku. W 2022 roku klub połączył się z SK Ninja i przejął jego miejsce w SM-liidze. W sezonie 2022/2023 klub zdobył mistrzostwo kraju, nie przegrywając wówczas żadnego meczu. Skład drużyny stanowili wówczas m.in. Tomas Laurušas, Šarūnas Šulskis i Mikael Agopov. W 2023 roku zespół zadebiutował w Pucharze Europy. Klub uzyskał wówczas 81. miejsce, wygrywając wówczas z SK Tirana, remisując z White Knights Chess Club, a przegrywając z SV Paul Keres 1, Asker SK, Malahide Chess Club, Partizani Tirana i SV Paul Keres 2. W 2024 roku HSC obronił tytuł mistrza kraju. W sezonie 2024/2025 zespół zajął piąte miejsce w ligowych rozgrywkach.